# 大鵬薬品工業
大鵬薬品工業株式会社（たいほうやくひんこうぎょう、TAIHO Phamaceutical Co., Ltd.）は、日本の製薬会社。大塚ホールディングス傘下の事業会社である。
社名は大相撲の名横綱・大鵬幸喜にちなんだものではなく、荘子の「逍遙遊篇」の鵬について書かれた一説に由来する。ただし直接的な関連はないものの、大鵬幸喜の四股名も同じく荘子の「逍遙遊篇」にちなんだ命名であり、その由来は同じである。
親会社の大塚HD同様、読売新聞グループ本社（読売新聞東京本社など）や日本テレビホールディングス（日本テレビ放送網など）を筆頭とする読売グループや全国の日本テレビ系列局との関係が深い。

## 概要
1963年（昭和38年）6月、大塚グループと、日本主要卸業者49社の出資により設立された。開発系の医薬ベンチャーとして知られており、「フトラフール」、「ユーエフティ」、「ティーエスワン」、「ロンサーフ」などの抗がん剤においてトップシェアを誇っている。このほか、「チオビタドリンク」や「ソルマック」などの一般向けのヘルスケア品の製造・販売も行っている。セロハンテープで知られるニチバンの要請により資本参加し、現在法人で筆頭株主である。また、1974年に経営破綻した近江兄弟社の再建を成功させている。

## 沿革
- 1963年（昭和38年）- 大鵬薬品工業株式会社設立
- 1964年（昭和39年）- 栄養ドリンク剤「チオビタ・ドリンク」発売
- 1974年（昭和49年）-
  - 薬専部門新設
  - 抗悪性腫瘍剤「フトラフール注・カプセル」発売
- 1975年（昭和50年）- 「チオビタ・ドリンク」の広告展開を開始
- 1976年（昭和51年）- ニチバンと業務提携し、資本参加
- 1978年（昭和53年）- 
  - 抗体化成工業と業務提携し、資本参加
  - 抗悪性腫瘍剤「フトラフールズポ・ズポS」
- 1979年（昭和54年）- 液体胃腸薬「ソルマック」発売
- 1980年（昭和55年）- 抗悪性腫瘍剤「フトラフールE顆粒」発売
- 1981年（昭和56年）- 抗悪性腫瘍剤「フトラフールEカプセル・E錠・ズポN」発売
- 1982年（昭和57年）- ミニドリンク剤「チオビタゴールド」発売
- 1984年（昭和59年）- 抗悪性腫瘍剤「ユーエフティー」、「フトラフールEズポ・EズポS」発売
- 1985年（昭和60年）- 解熱鎮痛薬「ペレタック顆粒」発売
- 1986年（昭和61年）- 
  - 本社を現在地（東京都千代田区神田錦町1-27）に移転
  - 液体胃腸薬「ソルマックS」発売
- 1988年（昭和63年）- 抗悪性腫瘍剤「ユーエフティー」に細粒タイプ（ユーエフティ細粒）を追加
- 1989年（平成元年）- 社名表記を「大塚グループ・大鵬薬品工業」から「大鵬薬品」に変更
- 1990年（平成2年）- 
  - 心泉医薬の株式を取得し、資本参加
  - 水虫薬「ポリカイン」発売
- 1992年（平成4年）-
  - 心泉医薬の商号を岡山大鵬薬品に変更
  - 抗悪性腫瘍剤「ユーエフティーE顆粒」発売
- 1993年（平成5年）-
  - 尿失禁治療薬「バップフォー」発売
  - 輸液製品の販売を大塚製薬へ移行
  - 会社マーク・社名ロゴを変更
- 1995年（平成7年）- 
  - 大鵬ファインケミカルを吸収合併
  - 「チオビタドリンク2000」発売
  - 会社マークを前仕様に戻す
- 1997年（平成9年） -  殺精子フィルム「マイルーラ」に環境ホルモン問題発生。（2001年3月生産終了）
- 1999年（平成11年）- 抗悪性腫瘍剤「ティーエスワンカプセル20・25」を発売
- 2000年（平成12年）- 鎮痛消炎薬「ザハップ」、健胃消化剤「ソルマック胃腸液」、水虫薬「新ポリカイン」を発売
- 2001年（平成13年）- 頻尿・尿モレの為の生薬製剤「ハルンケア内服液」を発売
- 2002年（平成14年）
  - 創業40周年を記念し、社史を刊行
  - 健胃消化剤「ソルマックS胃腸液」、ドリンク剤「チオビタドリンク1000」を発売
- 2003年（平成15年）- フィルムタイプのトローチ剤「ペレックストローチ」、液体胃腸薬「ソルマックEX」発売
- 2004年（平成16年）12月 - 外用鎮痛消炎薬「ゼノール」の販売権を取得。2005年4月に当社の製品として4アイテム（エクサムSX・チックE・しっぷぴたっと・しっぷ温感）を発売。
- 2005年（平成17年）4月 - 国内製薬会社初のTRUSTe認証を取得
- 2006年（平成18年）- 外用鎮痛消炎薬「ゼノールエクサムFX」、頻尿・尿モレ用薬「ハルンケアゼリー」、健胃消化剤「ソルマックゴールド胃腸液」を発売
- 2007年（平成19年）- 外用鎮痛消炎薬「ゼノールエクサム液ゲル」、生薬製剤「扁鵲（へんせき）」を発売
- 2008年（平成20年）9月 - 乾燥性皮膚治療薬「ウレパールプラス」シリーズの販売を譲受、リニューアル発売
- 2009年（平成21年）
  - 1月 - 大塚ホールディングスの完全子会社となる
  - 6月 - 抗悪性腫瘍剤「ティーエスワン配合顆粒T20・T25」を発売
  - 8月 - 
    - 「ソルマック」を処方改良した「ソルマックプラス」を発売
    - 万有製薬株式会社（現・MSD株式会社）が保有していたつくば研究所の土地・建物および設備の一部を買収

  - 10月 - フェルビナク配合温感テープ剤「ゼノールテープ35温」発売
  - 11月 - 液体胃腸薬「ソルマックEX2」を発売
- 2010年（平成22年）6月 - 医薬品ドリンク剤「チオビタドリンクアイビタス」発売
- 2011年（平成23年）5月 - 外用鎮痛消炎薬「ザハップフェルビナクS」発売
- 2014年（平成26年）3月 - アステラス製薬株式会社から醗酵創薬研究に関する資産（醗酵ライブラリー、設備・機器、ITシステム）などを譲り受ける。
- 2015年（平成27年）6月 - 指定医薬部外品ミニドリンク剤「チオビタゴールドα」発売
- 2016年（平成28年）4月 - 香港で「Tiovita 3000（中国名：速健能3000）」を発売[1]。
- 2017年（平成29年）10月 - フィルムタイプの口腔咽喉薬「ピタスのどトローチ」を発売
- 2018年（平成30年）
  - 5月 - 医薬品ドリンク剤「チオビタドリンクアイビタスゼロ」を発売
  - 9月 - ウイルス除去・抗菌スプレー「Efil（エフィル）」を発売
- 2019年（令和元年）8月 - フィルムタイプの鎮咳去痰薬「ピタスせきトローチ」を発売
- 2021年（令和3年）
  - 9月 - 本社を同区神田錦町へ移転し、本社別館との2拠点から本社1拠点へ集約する[2]
  - 11月 - 「バップフォー」をスイッチOTC化し、OTC医薬品で日本初となる尿意切迫感を効能に有する「バップフォーレディ」を発売。当社初の要指導医薬品となる[3]

## 製品一覧
チオビタ
ドリンク剤。「愛情一本。」のキャッチコピーで有名。
- チオビタ・ドリンク【指定医薬部外品】
- チオビタドリンク2000【指定医薬部外品】 - タウリンを2000mgに倍増。緑ラベル。
- チオビタゴールドα【指定医薬部外品】 - 「チオビタ」ブランドで初めてクコシエキスとジョテイシエキスを配合し、医薬品の「チオビタゴールド」に近い味わいに設計したミニドリンク剤。
- チオビタドリンクアイビタス【第3類医薬品】 - ビタミンB1・ビタミンB2・ビタミンB6を増量配合した医薬品ドリンク剤。ブルーベリー風味。
- チオビタドリンクアイビタスゼロ【第3類医薬品】 - 「チオビタドリンクアイビタス」の処方をベースに、有効成分からカフェインを抜き、糖類をゼロ化して低カロリーとしたブルーベリー風味。「チオビタ」ブランドで初のカフェインゼロ製品となる。
- チオビタドリンク1000【第3類医薬品】 - ビタミンB1・ビタミンB6を強化配合した赤ラベルの医薬品ドリンク剤。
- チオビタゴールド【第2類医薬品】 - ローヤルゼリー・ニンジン・ビタミン配合のミニドリンク剤。
- チオビタゴールド2000【第2類医薬品】 - タウリン2000mg+生薬エキス配合のミニドリンク剤。アプリコット風味。

ソルマック
胃腸薬。液体タイプの胃腸薬ではNo.1のシェアを持つ。
- ソルマックプラス【第2類医薬品】 - 従来の「ソルマック」の処方にウコンをプラス配合し、カンゾウを増量。
- ソルマックEX2【第2類医薬品】
- ソルマック胃腸液プラス【指定医薬部外品】
- ソルマック5【指定医薬部外品】
- ソルマックキュアールD【指定第2類医薬品】- 食べ過ぎ、飲み過ぎによる下痢止め薬。水なしで服用するチュアブル錠（製造販売元：大昭製薬）。

ハルンケア
尿トラブルを改善する生薬製剤のブランド。
- ハルンケア内服液【指定第2類医薬品】 - 軽い尿モレ・頻尿改善薬。ミニドリンクサイズの液剤で、1回飲み切りタイプ。2012年4月よりリスク区分変更（発売当初のTVCMでは使用上の注意テロップなし。リスク区分変更後からは薬事法改正の使用上の注意テロップを挿入。）
- ハルンケア顆粒【指定第2類医薬品】 - 2017年9月発売。軽い尿モレ・頻尿改善薬。チョコレート風味のスティック顆粒。
- ハルンケア ベアベリー錠【第2類医薬品】 - 2022年3月発売。排尿時の不快感や残尿感に特化した製品で、ウワウルシ単一製剤で初の錠剤タイプ。チャック付きのパウチ包装を採用する。（製造販売元：松浦薬業）

バップフォーレディ【要指導医薬品】
女性用の過活動膀胱治療薬。プロピベリン塩酸塩を配合した錠剤。
ゼノール
外用鎮痛鎮痛剤。2004年12月から中外製薬の一般用医薬品事業撤退に伴い、販売権を継承。2011年4月にエクサム系（液ゲル・FX・SX）とチックEのパッケージデザインをリニューアル。
- ゼノールジクロダイレクト【第2類医薬品】 - 2018年9月発売。ジクロフェナクナトリウム配合の固形ハードゲル（チック）タイプ。（製造販売元：三笠製薬）。
- ゼノールエクサムSX【第2類医薬品】 - フェルビナク配合の固形ハードゲル（チック）タイプ。広範囲にも対応する極太仕様（製造販売元：三笠製薬）。
- ゼノールエクサムFX【第2類医薬品】- フェルビナク配合の固形ハードゲル（チック）タイプ。フローラルグリーンの香り（製造販売元：三笠製薬）。
- ゼノールエクサム液ゲル【第2類医薬品】 - フェルビナク配合の液状ゲルタイプ。ロングネック採用。2008年4月にパッケージデザイン変更と容器中栓・スポンジ素材の改良を行いリニューアル（製造販売元：三笠製薬）。
- ゼノールチックE【第3類医薬品】 - サリチル酸メチル配合の固形ハードゲル（チック）タイプ（製造販売元：三笠製薬）。
- ゼノールしっぷぴたっと冷感【第3類医薬品】 - サリチル酸グリコール配合の冷感シップ剤（製造販売元：三笠製薬）。

ウレパールプラス
乾燥性皮膚治療薬（製造販売元：大塚製薬工場）。
- ウレパールプラスローション10【第2類医薬品】
- ウレパールプラスクリーム【第2類医薬品】

扁鵲（へんせき）【第2類医薬品】
11種類の生薬を配合した、脂肪過多症を目的とする生薬製剤（製造販売元：建林松鶴堂）。
肝生（かんせい）【第2類医薬品】
2012年5月発売。6種類の生薬を生成した乾燥エキスを配合した、肝臓の機能改善を目的とする生薬製剤（製造販売元：建林松鶴堂）。
ピタス
上あごに貼り付けて使用するフィルムタイプ。
- ピタスせきトローチ【第2類医薬品】 - 鎮咳成分のフェノールフタリン酸デキストロメトルファンと去痰成分のグアヤコールスルホン酸カリウムを配合した鎮咳去痰薬。コデイン系成分は不使用（製造販売元：救急薬品工業）
- ピタストローチ【指定医薬部外品】 - ピーチ風味の口腔咽喉薬。発売当初は救急薬品工業に製造を委託していたが、現在は自社製造である。
- ピタストローチO【指定医薬部外品】 - 2020年9月発売。オレンジ風味の口腔咽喉薬
- ピタストローチL【指定医薬部外品】 - 2020年9月発売。ライチ風味の口腔咽喉薬
- ピタスクールトローチS【指定医薬部外品】 - 2022年3月発売。ミント風味の口腔咽喉薬

Efil（エフィル）
銀イオン・亜鉛イオン・エタノールを配合したウイルス除去・抗菌スプレー

### 販売終了品

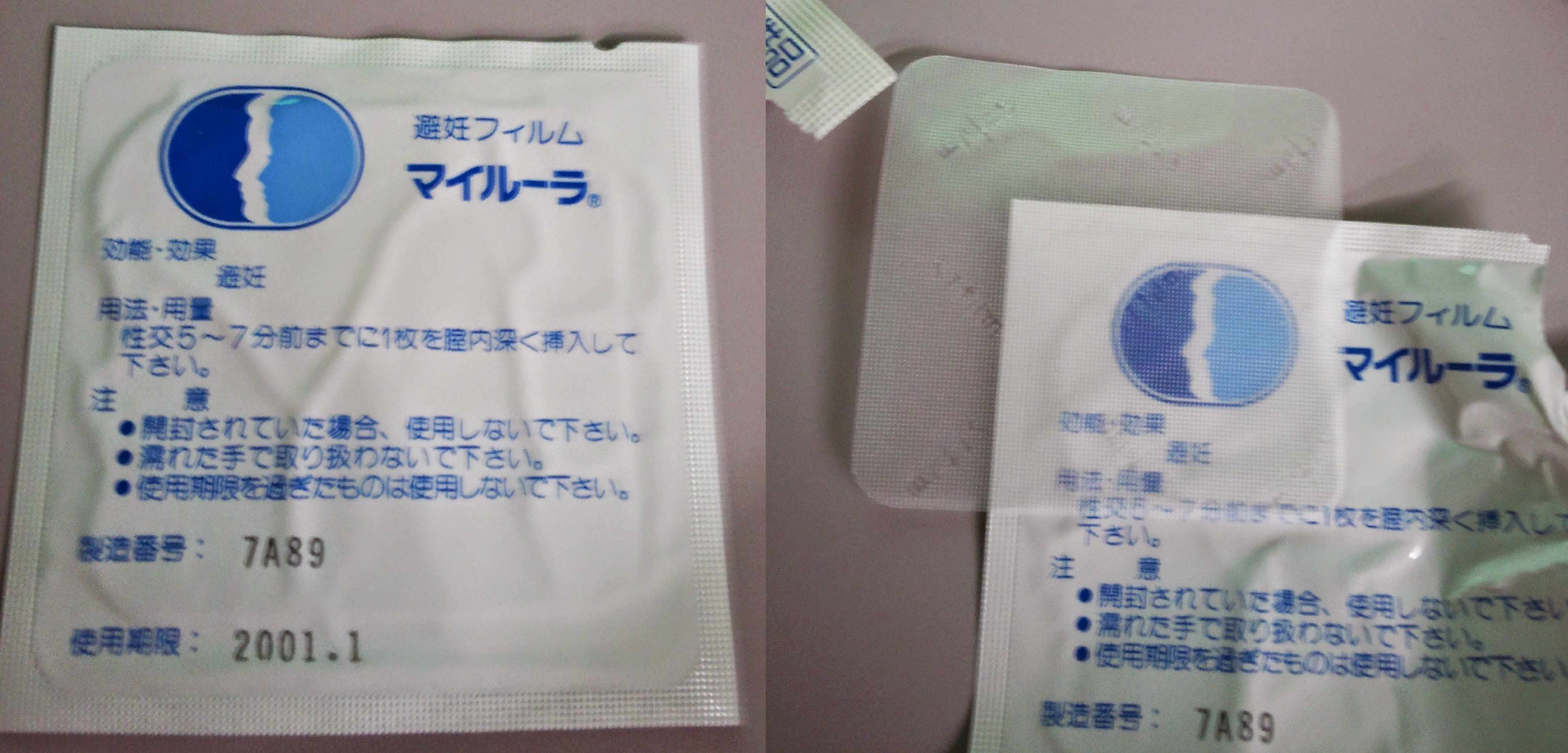
2001年まで発売されていたマイルーラ

- チオビタ鵬玉精 - ドリンク剤（1981年発売）
- チオビタドリンクヘルシー - ドリンク剤（2003年発売）
- チオビタ北樹精
- チオビタ鵬玉精S【第2類医薬品】
- ソルマック - 液体胃腸薬（1979年発売）
- ソルマック・ペイン - 胃腸鎮痛鎮痙薬（1982年発売）
- ソルマックS【第2類医薬品】 - 液体胃腸薬（1986年発売）
- ソルマックS胃腸液【指定医薬部外品】 - 健胃消化剤（2002年発売）
- ソルマックゴールド胃腸液【指定医薬部外品】　-　健胃消化剤。食系ルート向けは2019年4月末、薬系ルート向けは同年9月末をもって順次販売を終了した。
- ソルマックキュアールS【指定医薬部外品】（製造販売元：京都薬品工業）
- ペレックス顆粒 - 風邪薬（1967年発売）
- コレデスA顆粒 - 解熱鎮痛薬（1978年発売）
- ペレタック顆粒【指定第2類医薬品】 - アセトアミノフェン・エテンザミドと生薬を配合した解熱鎮痛薬。
- ネオパスF - 消炎・鎮痛パップ剤（1981年発売）
- ゼノールしっぷ温感 - 温感パップ剤（2005年4月発売）
- ゼノールテープ35温【第2類医薬品】 - フェルビナク35mg配合の温感テープ剤（2009年10月発売）（製造販売元：ニチバン、同社が発売する「ロイヒフェルビ温」のOEM製品）
- ザハップE【第3類医薬品】 - 無臭性貼り薬（製造販売元：岡山大鵬薬品）
- ザハップ フェルビナクS【第2類医薬品】 - フェルビナクを配合したクォーターサイズの鎮痛・消炎パップ剤。2017年3月末製造終了（製造販売元：岡山大鵬薬品）。
- ペレックストローチ【第2類医薬品】 - 上あごに貼り付けて使用するフィルムタイプのトローチ剤。
- 大鵬かぜ内服液<ふうかん>【第2類医薬品】 - かぜの初期の「ゾクゾクするさむけ」・「発熱」・「鼻水」が典型的な症状である風寒型のかぜに。葛根湯ベースの1日2回服用タイプ。
- 大鵬かぜ内服液<ふうねつ>【第2類医薬品】 - かぜによる「のどが腫れて痛む」・「せき」・「頭痛」が典型的な症状である風熱型のかぜに。銀翹散ベースの1日3回服用タイプ。
- 大鵬かぜ内服液銀翹散【第2類医薬品】 - 2016年8月発売。銀翹散製剤では唯一の液体タイプ。2019年11月末販売終了。
- 塩釜さふらん湯【第2類医薬品】 - 生薬製剤（煎じ薬）。2017年12月末販売終了。（製造販売元：塩釜蛮紅華湯）
- 塩釜さふらん圓【第2類医薬品】 - スティックタイプの生薬製剤。2017年12月末販売終了。（製造販売元：塩釜蛮紅華湯）
- ハルンケアゼリー【指定第2類医薬品】 - 2016年1月末製造終了。
- ポリカイン - 水虫薬
- ポリカインV - 水虫薬
- 新ポリカイン【第2類医薬品】 - 水虫薬。スプレー・クリームは2016年1月末で、液は同年4月末でそれぞれ製造終了（製造販売元：大塚製薬工場）。
- ピュアクイックS軟膏【指定第2類医薬品】 - 2017年2月発売。小容量の2g入りとしたアンテドラッグステロイド外用剤（プレドニゾロン吉草酸エステル酢酸エステル配合）。2本入は2019年8月末、1本入も2021年3月末で順次販売を終了した。（製造販売元：岡山大鵬薬品）
- パントクリンS内服液 - 生薬成分配合滋養強壮剤（1981年発売）
- パントクリンSカプセル - 滋養強壮剤（1987年発売）
- マイフェミィ【医療用具】 - 女性用コンドーム。英国からのものを輸入したが、現在は販売されていない。
- マイルーラ - ソフトタイプの避妊フィルム（1983年発売、2001年3月生産終了）
- ミニテル【医療用具】 - 携帯用液晶体温計（1991年発売）（製造販売元：ニチバンプラスト）

## テレビCM出演者

### 現在
- 水川あさみ（チオビタ・ドリンク）
- 有働由美子（バップフォーレディ）
- 友近（ソルマック）
- 小沢真珠（ゼノール）
- 杉本哲太（企業CM）
- 瀬戸朝香（同上）

### 過去
チオビタ・ドリンク
- 大山勝巳
- 菅原文太（『ダイナマイトどんどん』とのタイアップ）
- 北島三郎
- 山本譲二
- 近藤正臣
- 細川茂樹
- リンダ・ホプキンス（英語版）
- 葉月里緒菜
- 大地康雄
- 仲間由紀恵
- 氷川きよし
- 高島礼子
- 長島正興
- 菅野美穂
- 平山浩行
- KONISHIKI
- TAUPOU
- 髙橋ひかる

チオビタドリンク2000
- 高田延彦

チオビタゴールドα
- 渡部篤郎

ソルマック
- 三波伸介
- 渡辺文雄
- 住田隆
- 松尾貴史
- おやじGALS
- ルー大柴・佐野啓子
- 大地康雄
- 宅麻伸
- 田口浩正
- カイヤ
- ど根性ガエル（声の出演：野沢雅子、千々松幸子他）
- 釣りバカ日誌（CMソング：イブクロ〔森三中〕）
- くりぃむしちゅー
- 市川猿之助

ゼノール
- 水野由加里
- 菅井玲
- 岡明子
- 延増静美
- 雨宮亜衣

バップフォーレディ
- 黒谷友香

ピタス
- 足立梨花

## 提供番組
※2018年4月以降提供番組は全国的に「チオビタドリンク」に起用されている乃木坂46の関係で「乃木坂工事中」の1番組（ただし、4月 - 9月のみ。）とし、それ以外はローカルでの広告展開やスポットCM展開を行っている。

### 現在
- 情報ライブ ミヤネ屋（読売テレビ制作・日本テレビ系列・水曜日のみ）
- 報道ステーション（テレビ朝日・金曜のみ） - 2018年3月末で提供を一時降板。後継は救心製薬または三菱重工サーマルシステムズ[注釈 2]
- おはよう朝日です（ABCテレビ・火曜日のみ、2022年4月から）
- 乃木坂工事中（テレビ愛知制作・テレビ東京系列）

ほか

### 過去
- 水曜ロードショー（日本テレビ）
- 全日本プロレス中継（同上）
- NNNニュースプラス1（同上・土曜）
- マジカル頭脳パワー!!（同上）
- ズームイン!!SUPER→ZIP!（同上 途中で降板。「ZIP!」は継続中）
- NNN日曜夕刊（一部地域はスポンサー差し替え）→NNNニュースプラス1サンデー→THE独占サンデー→真相報道 バンキシャ!（同上。ここまではNNN日曜夕方のニュース番組。2011年3月末で提供を降板。「バンキシャ!」は継続中）→スター☆ドラフト会議（同上。火曜22時台）
- 摩訶!ジョーシキの穴→金のA様×銀のA様→くりぃむしちゅーのたりらリでイキます!!（同上）
- 月曜ロードショー→ザ・ロードショー→火曜ロードショー→火曜ビッグシアター（TBS）
- 水曜ロードショー（同上）
- 情報スペースJ（同上）
- 木曜座（同上）
- TBS木曜10時枠の連続ドラマ（同上）
- 知っとこ!（MBS制作・TBS系列）
- 世界バリバリ★バリュー（同上）
- ジャングルTV 〜タモリの法則〜（同上）
- スーパーフライデー（同上）
- 8時です!みんなのモンダイ→島田検定!! 国民的潜在能力テスト→島田検定SUPER!!（同上）
- 志村けんのだいじょうぶだぁ（フジテレビ）
- 金曜おもしろバラエティ（同上）
- フジテレビ水曜夜8時枠時代劇（同上）
- はねるのトびら （同上）
- 火曜ワイドスペシャル（同上）
- カスペ!（同上）
- クイズ$ミリオネア（同上）
- ザ・ベストハウス123→ホンマでっか!?TV（同上）
- 土曜ワイド劇場（テレビ朝日・前枠30秒提供、番組開始 - 1989年3月まで提供していた（当時は大塚製薬名義）。但し、時期によってはアース製薬同様提クレ表示する事があった。その後復帰し、当社とアース製薬は番組提供枠に残留したが、2010年3月末で降板。現在はアース製薬のみ）
- サンデープロジェクト（同上）
- サンデーフロントライン（同上）
- 報道ステーション SUNDAY（同上）
- ビデオあなたが主役（同上）